# Tobias Beck (Politiker)
Tobias Beck (* 28. August 1987 in Mallersdorf, Ortsteil von Mallersdorf-Pfaffenberg) ist ein deutscher Politiker (Freie Wähler) und IT-Projektmanager. Er ist seit Oktober 2023 Abgeordneter im Bayerischen Landtag.

## Werdegang
Tobias Beck ist seit 2014 Mitglied des Marktgemeinderats seiner Heimatgemeinde Markt Mallersdorf-Pfaffenberg und stellvertretender Fraktionsvorsitzender der Freien Wähler im Kreistag Straubing-Bogen. Bei der Landratswahl im März 2020 unterlag er mit 21,79 % der Stimmen dem Amtsinhaber Josef Laumer. Bei der Landtagswahl am 8. Oktober 2023 erreichte er den fünften Platz seiner Partei und zog über die Wahlkreisliste Niederbayern in den Bayerischen Landtag ein.

## Ehrenämter
Beck ist Bezirksvorsitzender der Jungen Freien Wähler in Niederbayern.